# Gérard Monnier-Besombes
Pour les articles homonymes, voir Monnier et Besombes.
Gérard Monnier-Besombes, né le 4 juillet 1953 à Marseille (Bouches-du-Rhône), est un homme politique français.

## Détail des fonctions et des mandats
Mandat parlementaire
- 25 juillet 1989 - 4 décembre 1991 : Député européen